# Hudson Super Six (1916)
Hudson Super Six – samochód osobowy produkowany pod amerykańską marką Hudson w latach 1916–1928.

## Galeria

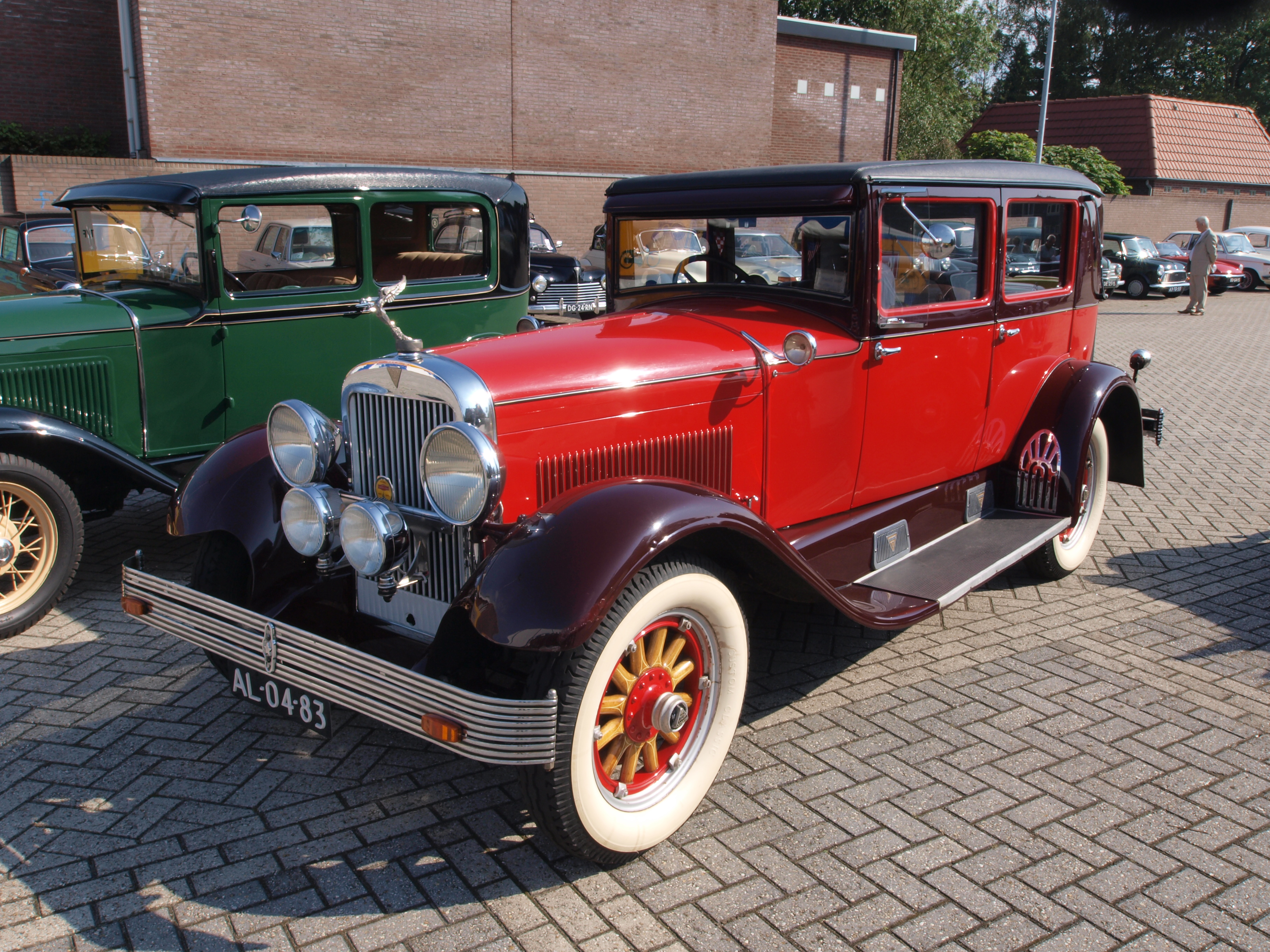
Hudson Super Six
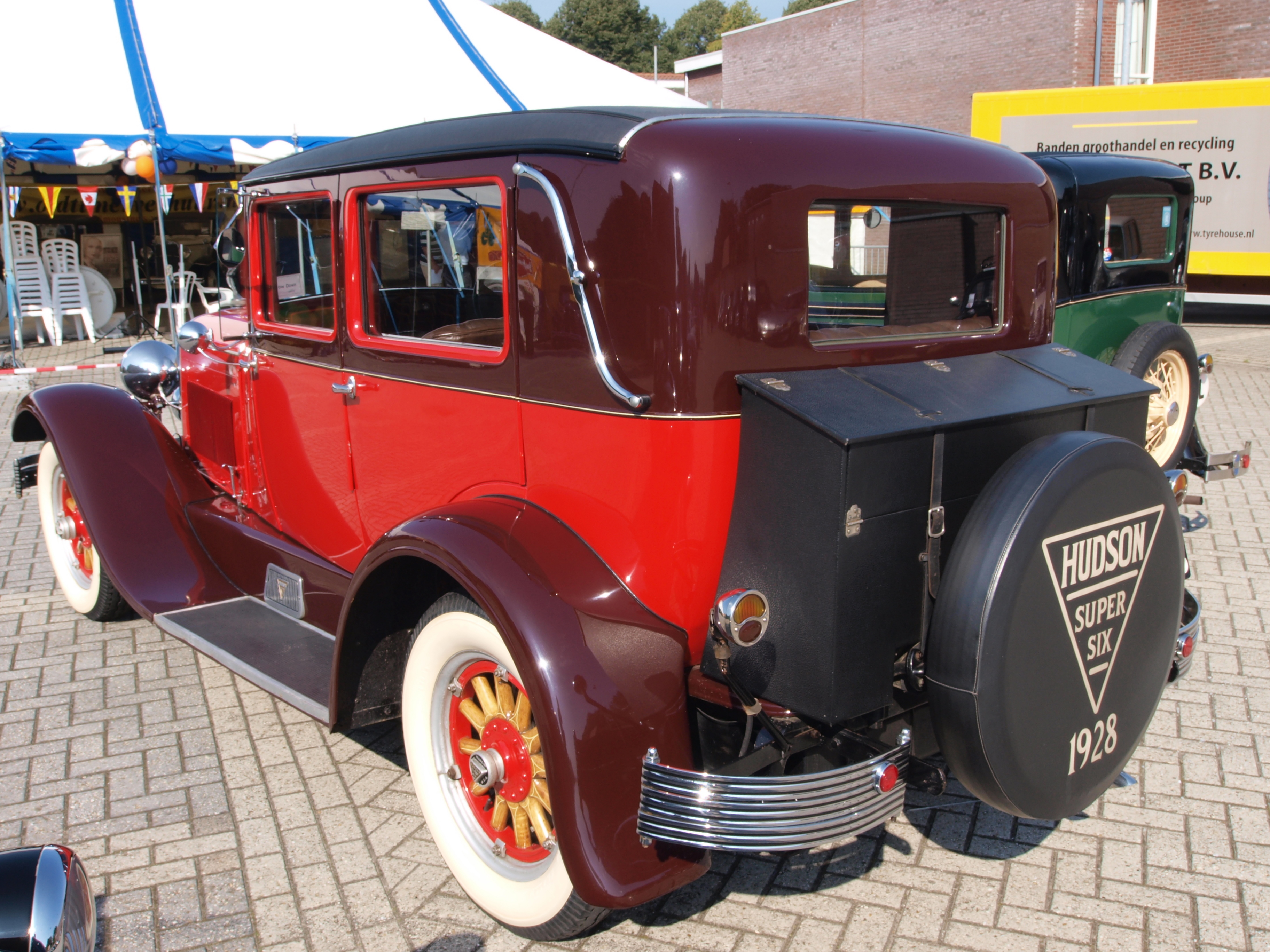
Hudson Super Six - tył